# Hayfield (Derbyshire)
Pour les articles homonymes, voir Hayfield.
Hayfield est une paroisse civile et un village du Derbyshire, en Angleterre.